# Molophilus (Molophilus) armatissimus
Molophilus (Molophilus) armatissimus is een tweevleugelige uit de familie steltmuggen (Limoniidae). De soort komt voor in het Palearctisch gebied.